# Мікадо тайванський
Мікадо тайванський (Syrmaticus mikado) — вид куроподібних птахів родини фазанових. Ендемік Тайваню.

## Відкриття і назва
У 1906 році під час подорожі високогір'ям Тайваню британський натураліст Волтер Гудфеллоу виявив на головному уборі місцевого носильника дві хвостових пір'їни невідомого виду птаха. Він сказав, що вбив рідкісного птаха на Алішані. Потім Гудфеллоу вирішив дослідити місцевість у пошуках рідкісного птаха, але марно. Він опитав інших місцевих жителів, які підтвердили наявність цього фазана на горі Арізан. Потім він здійснив експедицію на цю гору, сходження на яку виявилося особливо важким через її дуже крутий характер. За 2000 м він виявив гігантські кипариси з ялівцями, ожиною та бамбуком у підліску. Після терплячих досліджень він підійшов до східної сторони, звідки впізнав гору Моррісон, а потім побачив глибоку долину, де він мав кілька візуальних і слухових контактів з фазаном. Перед тим, як піти, він спіймав одного півня для подальшого вивчення. Ґрунтуючись на відкритті пір'я, Вільям Роберт Огілві-Грант описав вид як Calophasis mikado. Як видовий епітет він використав один з титулів японського імператора (мікадо), під владою якого перебував у той час Тайвань. У 1912 році Гудфеллоу організував другу експедицію, з якої привіз 11 живих птахів (8 самців і 3 самиці) і вбив стільки ж перед поверненням до Англії.

## Поширення
Вид поширений у центральних гірських районах Тайваню. Мешкає у лісі з густим підліском і бамбуком на крутих гірських схилах між 1800 і 3300 м над рівнем моря. Птах не є рідкісним там у відповідних місцях існування, але його ареал все частіше обмежується природними заповідниками.

## Опис
Самець має довжину до 75 см (з них на хвіст припадає 40 см). Оперення чорне з темно-синім блиском і білими смугами. На щоках у нього червоні плями. Самиці дуже схожі на інших самиць роду Syrmaticus.

## Спосіб життя
У кладці 5-10 яєць, інкубація триває 27-28 днів. Молодняк стає статевозрілим на першому році життя.